# ジェラルド・リーヴン
ジェラルド・M・"ジェリー"・リーヴン（Gerald M. "Jerry" Reaven, 1928年7月28日 - 2018年2月12日）は、アメリカ合衆国の内分泌学者、スタンフォード大学医学部名誉教授。

## 生涯
シカゴ大学にて学業を修了し、医学実習生となる。カリフォルニア州スタンフォードとアメリカ陸軍医療部隊で医学研究に従事したのち、ミシガン大学にて研修医となる。のちにスタンフォード公衆衛生局の研究職を経て、スタンフォード大学の教授に就任し、内分泌学と老年学の研究の主導的立場となる。リーヴンは、少なくとも1965年から、ジョン・W・ファークァー (John W. Faquhar) とともにインスリン抵抗性 (Insulin Resistance) および糖尿病についての研究を行ってきた。リーヴンが研究者への道を歩み始めた1950年代は、糖尿病の原因は「インスリンの分泌不足である」と信じられていたが、「なぜ分泌量が足りなくなるのか」についてまでは研究されていなかった。リーヴンはインスリン抵抗性の存在を主張した数少ない研究者でもあった。
1980年代、リーヴンは、「高血糖、インスリンの過剰分泌、ならびにインスリン抵抗性と高インスリン血症(Hyperinsulinemia)こそが、メタボリック症候群 (The Metabolic Syndrome) の根本的な原因である」と考え、「高血糖とインスリンの過剰分泌をもたらすのは炭水化物および砂糖・果糖である」とした。1987年、アメリカ国立衛生研究所(The National Institutes of Health)は総意委員会を招集し、糖尿病の予防や治療について、集まった委員たちに議論させた。出席者の1人であったリーヴンは、「Anyone who consumes more carbohydrates has to dispose of the load by secreting more insulin.」（「誰であれ、炭水化物の摂取量が多いほど、その人の体内ではインスリンがさらに分泌され、身体はその処理に追われることになる」）と述べた。1988年、アメリカ糖尿病協会(The American Diabetes Association)が主催した「バンティング講義」（Banting Lecture)に出席したリーヴンは、メタボリック症候群は肥満・糖尿病・高血圧とも密接に関係している趣旨を述べた。リーヴンは、当時の病気の診断基準は恣意的であり、病態生理学的な外的要因以上に、病気の診断に役立つような独立的な構成要素などありえない、と考えていた。リーヴンの唱えた「メタボリック症候群」は、心臓病、脳卒中、糖尿病の危険性を高める指標として使われるようになった。
リーヴンはまた、サンフランシスコにある『シャーマン製薬』(Shaman Pharmaceuticals, Inc.) の研究担当上級副理事も務めていた。リーヴンは、メタボリック症候群と心血管疾患との関係について記した著書の共著者でもあり、複数の研究機関に所属していた。
1988年にはバンティング・メダル (The Banting Medal) を受賞している。
スタンフォード大学の医学部教授で医学部長のロバート・ハリントン(Robert Harrington)は、ジェラルド・リーヴンについて「ジェリー・リーヴンは医学部の優れた研究者であった。インスリン抵抗性について書き、さらに定義した彼の科学的貢献は、過去50年間の代謝性疾患の研究において、偉大な業績の一つだ」と語った。
2018年2月12日、スタンフォードにて亡くなった。